# 男性貶抑
男性貶抑（英語：misandry），是指對男性的仇恨、貶抑、歧視，男性權利主義者和其他男性主義團體批評現代法律中關於離婚、家庭暴力、徵兵、男性割禮（反對者稱之為男性生殖器割除）以及對男性強暴受害者的治療等方面的規定，認為這些是機構化的男性仇恨現象的例子。
這個名詞有可能會和男性恐懼症（英語：androphobia）混淆，兩者間具有差異。
1967年，基進女性主義者瓦萊麗·索拉納斯自費出版《人渣宣言》（S.C.U.M. Manifesto），主張男性在生物學上具有缺陷，天生具備暴力傾向，需「大規模滅絕男性」。1968年，瓦來麗謀殺安迪·沃荷未遂。
2015年，韓國女性主義網路社群Megalia發布貶抑男性的宣傳作為鏡像策略（mirror strategy），即將社會的厭女現象進行性別置換呈現其荒謬，以對抗韓國的厭女症。

## 词源
英文中的Misandry，也作Misandria，是一個利用希臘語詞源創造的新詞，以對應女性贬抑（英語：Misogyny），其詞根是嫌惡、仇恨（希臘語：μῖσος）和男性（希臘語：ἀνήρ或ἀνδρός）。其使用最早可以追溯到1871年的《旁觀者》（The Spectator）雜誌，1952年的韋氏詞典收錄了此詞。
厭男主義者則叫做Misandrist。中文在心理學上將其翻譯為厭男症、厭男主義、男性貶抑等。日文中除了假名音譯，也有漢字「男性嫌惡」（日語：男性嫌悪）的用法。

## 批評
社會學家Allan_G._Johnson認為「厭男」指控是將注意力從女性的遭遇身上轉移，以壓制女性主義者的策略，最終強化以男性為中心的社會文化。Johnson認為主流社會並沒有提供一套以仇恨男性為主體的意識形態，而人們總是誤將個別男性與具備特權的男性階級混為一談；而鑒於男性享有特權、女性遭到壓抑的現實，任何女性有怨恨或仇恨男性的時刻並不奇怪。
Marc A. Ouellette 認為「厭男」不如「厭女」有系統性、歷時性、制度化，而不能相提並論。
人類學家David D. Gilmore認為「厭男」不如「厭女」具普世性。

## 外部連結
- '남성 혐오증' 30대女, 112 장난전화로 경찰 골탕먹여 （页面存档备份，存于） 뉴스1 뉴스 2012.04.24 